# Sicilija
Sicilija (talijanski i sicilijanski: Sicilia) je autonomna regija u Italiji i najveći otok u Sredozemnom moru. S površinom od 25 710 km² koja uključuje i okolne manje otoke, ovo je najveća regija u Italiji. Trenutno na Siciliji živi više od pet milijuna stanovnika, od toga najviše u gradu Palermu. Otok je poznat po nekim od najvažnijih turističkih lokaliteta u Italiji.
U svibnju 1946. Sicilija je u sklopu Talijanske republike dobila status autonomne regije. Glavni grad Sicilije je Palermo (686.722 stanovnika), a drugi važniji gradovi su: Catania (313.110 stanovnika), Messina (252.026 stanovnika), Sirakuza (123.657 stanovnika), Gela (72.774 stanovnika), Trapani (68.346 stanovnika), Caltanissetta (61.438 stanovnika), Agrigento (54.619 stanovnika), Ragusa (69.794 stanovnika), Marsala (50.000 stanovnika) i Enna (28.983 stanovnika).
Otok se sastoji od 9 pokrajina, dijelom nazvanih i po imenima većih otočnih centara: Agrigento, Caltanissetta, Catania, Enna, Messina, Palermo, Ragusa, Siracusa i Trapani. Otok Sicilija zauzima površinu od 25.709 km².
Sicilija se ističe po vlastitoj povijesti, kulturi, umjetnosti, arhitekturi, kuhinji i jeziku. Gospodarstvo regije temelji se većinom na poljoprivredi i turizmu.

## Povijest

### Prvobitna plemena
Prvobitne stanovnike Sicilije sačinjavala su tri italska plemena, od kojih su najraniji i najistaknutiji bili Sikanci (Sikani) koji su prema Tukididu došli s Iberskog poluotoka. Važni povijesni dokazi nađeni su u obliku sikanskih pećinskih crteža koji datiraju iz pleistocenskog razdoblja, oko 8000. pr. Kr.
Elimljani (Elimi) su bili sljedeće pleme koje se naselilo na Siciliji, a koje je došlo s Egejskog mora. Iako ne postoje dokazi o međuplemenskim ratovima, naseljavanjem Elimljana u sjeverozapadnom dijelu otoka, Sikanci su se preselili na istok.
Zadnje pleme koje se doselilo na otok bili su Sikulci (Sikuli) koji su došli iz kontinentalne Italije oko 1200. pr. Kr. i koji su se naselili na istoku otoka, prisiljavajući Sikance na naseljavanje u sredini otoka.

### Antičko razdoblje
Oko 750. pr. Kr., Grci su počeli kolonizirati Siciliju i osnivati mnoga važna naselja od kojih je najvažnija kolonija bila Sirakuza. Sikanci i Sikunci su bili vrlo brzo asimilirani u helensku kulturu, a cijelo područje postalo je dio Velike Grčke zajedno s ostatkom južne Italije koju su također kolonizirali Grci.
Zbog plodnosti tla je uzgajanje maslina i vinove loze bilo vrlo uspješno, što je potaklo trgovinu. Grčka religija je proširena diljem otoka, što se vidi po mnogim hramovima koji su izgrađeni na Siciliji, kao što su oni u Dolini hramova kod Agrigenta. Tijekom Peloponeskog rata su Atenjani krenuli u pohod na Siciliju s namjerom osvajanja Sirakuze. Sirakuza je kao saveznike uzela Spartu i Korint što je rezultiralo uništenjem atenske vojske i brodova, a većina preživjelih prodana je u roblje.
I dok je grčka Sirakuza kontrolirala veći dio Sicilije, na zapadu otoka postojalo je nekoliko kartažanskih kolonija. Sudarom ovih dviju kultura počeli su Sicilijanski ratovi. Grčka je počela uspostavljati mirne odnose s Rimskom Republikom 262. pr. Kr., a Rimljani su tražili aneksiju Sicilije kao prve provincije u njihovom carstvu. Umješavanjem Rima u Prvi punski rat izbačeni su Kartažani, čime je 242. pr. Kr. Sicilija postala prva rimska provincija izvan Apeninskog poluotoka. Tijekom Drugog punskog rata u kojem je ubijen Arhimed, Kartažani su pokušali oduzeti Siciliju Rimljanima. Nakon neuspjelog pokušaja Rimljani su postali još odlučniji u uništenju ovog neprijatelja.
Kao žitnica carstva Sicilija je bila vrlo važna Rimljanima. Iako je za vrijeme Augusta pokušano uvođenje latinskog jezika, Sicilija je u kulturnom smislu ostala grčka. Kršćanstvo se prvi put pojavilo na otoku negdje poslije 200. godine. U razdoblju sve do ukidanja zabrane kršćanstva 313., mnogi su Sicilijanci postali mučenici kao sv. Agata, sv. Kristina, sv. Lucija i mnogi drugi. Kršćanstvo se ubrzano širilo tijekom iduća dva stoljeća. Razdoblje povijesti Sicilije kao rimske provincije trajalo je sveukupno oko 700 godina.

### Rani srednji vijek
Padom Rimskog Carstva Siciliju su zauzeli Vandali 440. godine. Budući da su već zauzeli dijelove rimske Francuske i Španjolske, Vandali su postali važna sila u zapadnoj Europi. Nedugo vremena kasnije, Goti su istjerali Vandale i zauzeli Siciliju. Ostrogotsko osvajanje Sicilije (a i Italije) pod vodstvom Teodorika Velikog započelo je 488. godine. Iako su Goti bili Germani, Teodorik je oživljavao rimsku kulturu i dopustio vjerske slobode.
Nakon izbijanja Gotskog rata između Ostrogota i Bizantskog Carstva, Sicilija je postala prvi dio Italije kojeg je zauzelo Bizantsko Carstvo. Sicilija je Bizantu koristila kao baza za daljnje osvajanje Italije, nakon čega su osvojeni svi važniji talijanski gradovi, te ostrogotska prijestolnica Ravenna. Novi ostrogotski kralj Totila osvaja Siciliju 550. godine, ali biva pobijeđen dvije godine kasnije.
Bizantski car Konstans II. odlučuje se tijekom 660. godine, premjestiti iz Carigrada u Sirakuzu odakle je pokrenuo napad sa Sicilije na lombardsko Benevenetsko vojvodstvo koje je zauzimalo sjevernu Italiju. Nakon njegova ubojstva 668. godine, njegov sin Konstantin IV. zaustavlja nemire na Siciliji koje je pokrenuo Mezezije.
Godine 826., Eufemije, zapovjednik bizantske flote na Siciliji prisiljava časnu sestru na brak. Nakon što je car Mihajlo II. saznao za to, naređuje generalu Konstantinu da zapovjedniku odsječe nos. Eufemije je ubio Konstantina i zauzeo Sirakuzu, nakon čega biva pobijeđene i istjeran u sjevernu Afriku. Ondje nudi vlast nad Sicilijom Zijadatu Alahu I., aglabidskom emiru Tunisa, kao protuuslugu za njegovu zaštitu. Nakon toga je na Siciliju poslana islamska vojska sastavljena od Arapa, Berbera, Španjolaca, Kretana i Perzijanaca. Zbog jakog otpora je tek nakon jednog stoljeća bizantska Sicilija osvojena. Sirakuza jako dugo nije pala, Taormina je osvojena 902., a ostatak otoka je postepeno osvojen do 965. godine.
Ova vladavina popraćena je čestim pobunama bizantskih Sicilijanaca, pogotovo na istoku. Na otok su donesene nove poljoprivredne kulture, kao naranča, limun, pistacija i šećerna trska. Kršćanima je bilo dopušteno prakticiranje religije na što se dodatno plaćao porez. Sicilijanski emirat počeo se raspadati zbog sukoba unutar vladajuće dinastije.
Do 11. stoljeća u južnoj Italiji su kao plaćenici bili uzimani Normani, koji su bili kršćanski potomci Vikinga. Oni su pod Rogerom I. oslobodili Siciliju od muslimanske vlasti. Nakon Apulije i Kalabrije, zauzeo je i Messinu s vojskom od 700 viteza. Godine 1068., Roger I. pobijedio je muslimane kod Misilmerija, ali najvažnija bitka bila je opsada Palerma, nakon čega je Sicilija u potpunosti potpala pod normansku kontrolu do 1091. godine.

### Kraljevina Sicilija
Pod normanskom vlasti je i dalje glavni grad bio Palermo. Roger II. je za vrijeme svoje vladavine uspio podignuti status otoka, zajedno s Maltom i južnom Italijom, u kraljevstvo 1130. godine. U ovom razdoblju je Kraljevina Sicilija bila jedna od najbogatijih država u Europi. U značajnom broju ovdje su došli i doseljenici sa sjevera Italije i Kampanije, čime je stanovništvo otoka postalo latinizirano. Također je i Rimokatolička Crkva u potpunosti zamijenila dotadašnju bizantinsku istočnu kršćansku crkvu.
Nakon jednog stoljeća izumrla je normanska dinastija Hauteville, a zadnja Rogerova izravna nasljednica Konstanca udala se je za Henrika VI. Time je sicilijanska kruna pripala švapskoj dinastiji Hohenstaufen. Zbog sukoba između pape i Hoenštaufovaca, 1266. je papa Inocent IV. okrunio Karla I. iz francuske dinastije Anžuvinaca kao kralja Sicilije i Napulja.
Zbog snažnog protivljenja lokalnog stanovništva francuskoj zbog zlostavljanja i oporezivanja, 1282. izbio je sukob poznat kao Rat sicilijanske večernje u kojem je poubijeana gotovo cijela francuska populacija otoka. Nakon što im je papa odbio pomoći, Sicilijanci su se za pomoć u ratu okrenuli aragonskom kralju Petru III. Petar je zadobio kontrolu nad Sicilijom, dok su Francuzi ostali vladari Napuljskog Kraljevstva. Rat je nastavljen sve do mira u Caltabellotti 1302. godine, kad je papa Bonifacije VIII. priznao Fridrika III. kao kralja Sicilije i Karla II. kako kralja Napulja. Od tada su Sicilijom kao zasebnim kraljevstvom vladali rođaci aragonskih kraljeva, a od 1409. kao dijelom Krune Aragona.
Dva velika potresa pogodila su otok 1542. i 1693. godine, nekoliko godina prije zadnjeg potresa otok je pogodila i kuga. Pobune koje su izbile u 17. stoljeću, silom su ugušene, pogotovo bune u Palermu i Messini. Sporazumom u Utrechtu iz 1713. Sicilija je dodijeljena Savojskoj dinastiji koja ju je nakon sedam godina vlasti zamijenila za Sardiniju s Karlom VI. iz austrijske dinastije Habsburg.
Dok je Austrija vodila rat za poljsko prijestolje, španjolski je kralj Karlo III. osvojio Siciliju i Napulj. Isprva je Sicilija uspjela ostati zasebno kraljevstvo u personalnoj uniji, dok su Burbonci vladali iz Napulja. Pojavom Napoleonova Prvog francuskog carstva je osvojen Napulj bitkom kod Campo Tenesea, a na napuljsko prijestolje dolaze bonapartistički kraljevi. Ferdinand III. bio je prisiljen povući se na Siciliju koja je i dalje bila pod njegovom kontrolom uz britansku pomoć. Nakon Napoleonskih ratova, Napulj i Sicilija službeno se spajaju u Kraljevstvo obiju Sicilija pod burbonskom vlašću. Revolucionarni pokreti protiv burbonske vlasti izbijaju 1820. i 1848. godine. Ove revolucionarne 1848. godine je Sicilija izborila nezavisnost na šest mjeseci, sve dok burbonske vojne snage nisu ponovno preuzele kontrolu u svibnju 1849. godine.

### Ujedinjenje Italije
Nakon Garibaldijevog pohoda s tisuću dobrovoljaca, Sicilija 1860. postaje dio Kraljevine Italije u procesu talijanskog ujedinjenja. Pohod je počeo u Marsali, a završio opsadom Geate gdje su izbačeni i zadnji Burbonci, a Garibaldi najavio svoju vlast u ime kralja Viktora Emanuela II. Protusavojska pobuna koja je težila sicilijanskoj neovisnosti izbila je u Palermu 1866. godine, ali biva brutalno ugušana u tjedan dana. Kolaps sicilijanskog (i cijelog južnotalijanskog) gospodarstva izaziva val emigracije. Zbog negodovanja ljevičarskih i separatističkih skupina, talijanske vlasti su opet intervenirale 1894. godine.
U 19. stoljeću jača značaj mafije, čiji je utjecaj djelomično uspio potisnuti fašistički režim u 1920-ima. 10. srpnja 1943. započela je saveznička invazija na Siciliju koja je relativno dobro primljena među lokalnim stanovništvom, ali u kojoj su uništene mnoge povijesne građevine. Proglašenjem Republike Italije 1946. godine, Siciliji je dan status autonomne regije. Agrarnom reformom i posebnim financiranjem talijanske vlade (Cassa per il Mezzogiorno) od 1950. do 1984., obnovljeno je gospodarstvo.

## Zemljopis
Sicilija je najveći otok u Sredozemnom moru. Sa sjeverne strane otoka nalazi se Tirensko more, dok je s istočne strane Sicilija od kopnene Italije odijeljena Mesinskim tjesnacem. Na istočnoj strani otoka nalazi se i Jonsko more, dok je na jugozapadu Sicilija od Afrike odvojena Sicilijanskim prolazom.
Sicilija ima trokutasti oblik čiji su vrhovi: Capo Peloro (ili Punta del Faro) u Messini na sjeveroistoku, Capo Boeo (ili Lilibeo) u Marsali na sjeverozapadu, te Capo Passero u Portopalu na jugu.

### Geologija
Geološki sjeverni kraj otoka dio je iste tektonske ploče kao kontinentalna Italija, dok je južni kraj dio afričke ploče. Zbog podvlačenja afričke pod euroazijsku ploču stvoren je planinski reljef u tom području koje je također sezmički vrlo aktivno.
Prije 5,96 do 5,3 milijuna godina, tijekom messinija (zadnje faze miocenskog perioda), Sredozemlje je bilo izolirano od Atlantskog oceana, vjerojatno zbog povišene tektonske aktivnosti. To je dovelo do krize saliniteta; Sredozemno more je ubrzano isparavalo, što je dovelo do povećane koncentracije soli. To je dovelo do taloženja karbonata i sulfata na morskom dnu.

### Vulkani
Zbog položaja euroazijske i afričke tektonske ploče, ovo je područje zajedno s okolnim otocima podložno snažnim vulkanskim aktivnostima. Najvažniji vulkani su Etna, Stromboli i Vulcano.
U 19. stoljeću se zbog vulkanske aktivnosti u Sicilijanskom prolazu pojavio novi otok Ferdinandea, koji se danas nalazi nekoliko metara ispod morske površine.

### Otoci
Pred sjevernom obalom Sicilije leže Eolski otoci (Isole Eolie), koji se još zovu i Liparsko otočje, nazvano po najvećem otoku Lipari u ovoj otočnoj skupini. ostali otoci su: Salina, Vulcano, Stromboli, Panarea, Filicudi i Alicudi, a na sjeverozapadu i otok Ustica. Oko zapadnog vrha otoka Sicilije smješteni su i Egadski otoci (Isole Egadi): Favignana, Marettimo i Levanzo, dok se između južne obale i obale Tunisa nalaze otoci Pantelleria i Pelagijski otoci (Isole Pelagie): Lampedusa, Lampione i Linosa.

### Reljef
Ovo je najvećim dijelom brežuljkasto područje (61,4% teritorija), nakon čega planine čine 24,5% površine, dok ravnice čine samo 14,1% od kojih je najveća Catanijska nizina. Reljef otoka je vrlo raznolik. U istočnom dijelu nalaze se planine Peloritani, Nebrodi i Madonie. Na planinskom lancu Madonie nalazi se Pizzo Carbonara koji je drugi po visini vrh na Siciliji (1977 metara).
U središtu otoka nalaze se planine Erei, gdje se na 948 metara visine nalazi grad Enna. U jugoistočnom dijelu raguske i siracuske pokrajine nalaze se planine Iblei. Na zapadu je također planinsko područje gdje je nalaze planine Sicani, s najvišim vrhom na planini Cammarata (1 580 m), te planine koje okružuju ravnicu Conca d'Oro gdje se nalazi Palermo. Na istoku se nalazi, vidljiv i preko Mesinskog tjesnaca s vrha planina Aspromonte u Kalabriji, vrh Etne visok 3 263 metara. Iako blizu vulkana, obližnja Catanijska nizina koja se nalazi uz obalu nije vulkanskog nego aluvijalnog podrijetla, a stvorena je nanosima rijeke Simeto.

### Rijekeijezera
Rijeke na otoku su obično kratke i svode se na potoke. Najvažnije rijeke na otoku su Salso, koja je najduža rijeka na otoku, te Simeto koja ima najveći slijev. U Jonsko more ulijevaju se Simeto, Alcantara, Ciane i Anapo, a u Tirensko more Imera Settentrionale i Torto, dok se u Sicilijanski prolaz ulijevaju Platani, Imera Meridionale (tj. Salso) i Belice.
Danas je jezero Pergusa jedino prirodno jezero na Siciliji, nakon što je prije nekoliko desetljeća isušeno jezero Lentini. Jezero Pergusa koje je paleovulkanskog podrijetla poznato je po mitovima i legendama. Ovo jezero je danas ugroženo zbog iskorištavanja vode jezerskih pritoka za potrebe ljudi. Gradnjom brana stvorena su velika umjetna jezera, kao jezero Ancipa ili jezero Pozzillo koje je najveće na otoku. Među ostalim umjetnim jezerima su i Lago Arancio, Lago di Piana degli Albanesi, te Lago di Ogliastro.

### Klima
Na Siciliji vlada mediteranska klima, koju karakteriziraju topla proljeća i jeseni, vrela ljeta i blage zime. Na obalnom području, pogotovo na jugozapadu, ljeta su vrlo suha zbog afričkih struja. Općenito su ljeta na Siciliji vruća i kišovita, ali s malo vjetra, pogotovo u unutrašnjosti. U tirenskom području i na Etni su najhladnija područja na otoku. Na najvišim dijelovima otoka (Etna, Madonie, Nebrodi) često su obilne sniježne padaline.
U unutrašnjosti i uz južnu obalu padaline su oskudne, dok su uz tirensku obalu i u području Messine i Etne puno obilnije. Snijeg rijetko pada na obali, a češći je na tirenskoj strani. Istočni dio otoka često pogađaju oluje i poplave. 17. listopada 1951. godine, meteorološka stanica blizu Lentinija zabilježila je 702 mm kiše, što je najviša zabilježena dnevna količina kiše u Italiji.
Zahvaljujući vrelom pustinjskom vjetru scirocco koji dolazi iz Sahare, moguće su temperature i iznad 45°C. Europski rekord zabilježen je na Siciliji u gradu Catenanuova, 10. kolovoza 1999. godine, kad se temperatura popela na 48,5°C.
Veliki problem otoka je nedostatak padalina u ljetnim mjesecima, što utječe na opskrbu vodom zbog čega su u nekim pokrajinama česte nestašice.
Tablica prikazuje podatke tri meteorološke stanice na Siciliji:
| Naziv | vis | pgt  | pljt | pzt  | p/g | kd  |
| Enna | 964 | 15,6 | 23,3 | 4    | 695 | 69  |
| Messina | 54  | 21,8 | 26,5 | 11,5 | 893 | 109 |
| Trapani-Birgi | 14  | 18,9 | 23,9 | 9,7  | 452 | 88  |
| Naziv = naziv meteorološke stanice; vis = nadmorska visina u metrima; pgt = prosječna godišnja temperatura u °C; pljt = prosječna ljetna temperatura u °C; pzt = prosječna zimska temperatura u °C; p/g = godišnje padaline u milimetrima; kd = broj kišnih dana u jednoj godini. |     |      |      |      |     |     |

### Flora i fauna
U prošlosti je Sicilija bila prekrivena šumama, koje su tijekom stoljeće posječene kako bi se dobilo drvo za brodove, te plodno zemljište. Na zapadnoj i istočnoj obali otoka nalazi se makija. Veće šumske površine nalaze se na planinama Madonie i Nebrodi. Ova rastu hrast plutnjak, bukva, bor i sicilijanska jela koja je tipična za ovaj otok. Na planinama Iblei rastu rogači. 
Usprkos krčenju šuma, Sicilija je s oko 3000 vrsta biljaka jedan od otoka najbogatijih vegetacijom na Mediteranu. Uz mnogo divljeg cvijeća što ovdje raste kao što su jasmin ili orhideje, na otoku se nalaze i neke egzotične biljke kao fikus, banane i papirus. Još od grčkih i rimskih vremena ovdje se uzgaja vinova loza, masline i žitarice, a kasnije su se počele uzgajati rajčice i citrusi. Posebno plodna područja su padine Etne i Catanijska nizina.
Krčenjem šuma i lovom su gotovo nestale divlje životinje kao jelen, vuk, lisica i divlje mačke. Morska fauna bogata je ribom, posebno tunom i sabljarkama, te školjkama. Na obalama Pelagijskih otoka žive morske kornjače. Sicilija je i važno odmorište za ptice selice koje putuju sa sjevera Europe.

#### Parkovi i rezervati
Na Siciliji postoje četiri regionalna parka prirode i više prirodnih rezervata i ostalih zaštićenih područja.
Regionalni parkovi prirode
- Parco dei Nebrodi
- Parco dell'Etna
- Parco delle Madonie
- Parco fluviale dell'Alcantara.

Neki od regionalnih prirodnih rezervata
- Riserva naturale speciale Lago di Pergusa
- Riserva naturale Oasi Faunistica di Vendicari
- Riserva naturale orientata dello Zingaro
- Riserva naturale Fiume Ciane e Saline di Siracusa
- Riserva naturale Oasi del Simeto
- Riserva naturale orientata Biviere di Gela
- Riserva naturale orientata Cavagrande del Cassibile
- Riserva naturale integrale Macalube di Aragona
- Riserva naturale della Foce del Fiume Irminio

## Politika
Sicilija je regija s posebnim statusom i ima široku političku i upravnu autonomiju. Zakonodavno tijelo je Sicilijanska regionalna skupština (Assemblea Regionale Siciliana; Assimbrea Riggiunali Siciliana). Skupština se sastoji od 90 zastupnika koji se izravno izabiru. Sicilijanski parlament je stvorio Roger II. 1130. godine i jedan je od najstarijih u Europi. Od 2001. se predsjednik regije također izabire izravno.
Poseban status Sicilija je dobila 15. svibnja 1946. godine, a stvaranjem Republike Italije je ustavno Sicilija dobila autonomiju. Dodjeljivanjem autonomije se ublažio jaki separatistički pokret koji se posebno razvio za vrijeme fašističkog režima. Separatistički pokret su podržali i lokalni mafijaši. I danas ovaj pokret razdijeljen u razne frakcije i stranke ima značajnu potporu.

### Politička podjela
Sicilija je podijeljena na devet pokrajina. To su:
- Agrigento (43)
- Caltanissetta (22)
- Catania (58)
- Enna (20)
- Messina (108)
- Palermo (82)
- Ragusa (12)
- Sirakuza (21)
- Trapani (24)

U zagradama se nalazi broj općina u pojedinoj pokrajini.
Početkom 20. stoljeća je Sicilija bila podijeljena na sedam pokrajina: Caltanissetta, Catania, Girgenti, Messina, Palermo, Siracusa i Trapani. Castrogiovanni (kasnije Enna) i Ragusa postali su 1926. i 1927. glavna pokrajinska mjesta razdvajanjem Catanijske i Caltanissettske pokrajine, te izuzimanjem dijela općina iz pokrajine Sirakuze.
Danas Sicilija ima devet pokrajina, a postoje i planovi za stvaranje tri nove pokrajine.

## Stanovništvo
Činjenica da je u vrijeme talijanskog ujedinjenja na Siciliji vladala velika ekonomska kriza i da je stanovništvo otoka bilo politički pritiskivano, izazvala je val emigracije s otoka. Između 1880. i početka Prvog svjetskog rata veliki broj Sicilijanaca se preselio većinom u Ameriku. Iako su nakon Drugog svjetskog rata provedene reforme, mnogo Sicilijanaca je između 1950. i 1970. otišlo raditi u inozemstvo. Većina ruralnog stanovništva otoka preselilo se u urbana središta na obali, zbog čega je unutrašnjost slabo naseljena. U pet najvećih sicilijanskih gradova živi više od trećine stanovništva.
Prosječna očekivana životna dob je 73,2 godine za muškarce i 78 godina za žene. Oko 95 % stanovništva su rimokatolici. U blizini Palerma postoji nekoliko naselja s albanskim (Arbëreshë) stanovništvom. Još jednu etničku skupinu čine sjevernoafrički muslimani, većinom iz Tunisa.

### Jezici
Veliki broj Sicilijanaca govori talijanski i sicilijanski jezik, koji je poseban romanski jezik s više od 250 000 riječi. Jedan dio sicilijanskog jezika čine i grčke, latinske, katalonske, arapske, španjolske i druge posuđenice. Sicilijanski jezik se djelomično govori i u Kalabriji i Apuliji, a imao je i značajan utjecaj na malteški jezik. Budući da se danas talijanski uči u školama i da je dominantan jezik medija, u nekim urbanim područjima je istisnuo sicilijanski na drugo mjesto. 
Sicilijanski jezik je znatno utjecao i na prvi standardni talijanski, iako se nije široko koristio. U srednjem vijeku su na ovom jeziku stvorena mnoga poznata umjetnička djela. Na sicilijanskom jeziku napisan je i prvi sonet kojeg je napisao Giacomo da Lentini.
Među ostalim jezicima koji se govore na otoku je i lokalni dijalekt albanskog jezika kojeg govore potomci izbjeglica iz 15. stoljeća. Sicilijanski Albanci su većinom bizantski katolici i koriste grčki jezik u liturgiji. U nekoliko gradova u Ennskoj pokrajini govore se dijalekti lombardskog jezika. Većina govornika ovih jezika također govore talijanski i sicilijanski.

### Urbana središta
Općine s najviše stanovnika na Siciliji su:
| Općine s više od 70.000 stanovnika | Pokrajina               | Stanovništvo | Površina (km²) |
| ---------------------------------- | ----------------------- | ------------ | -------------- |
| Palermo                            | Pokrajina Palermo       | 666.552      | 158,88         |
| Catania                            | Pokrajina Catania       | 301.565      | 180            |
| Messina                            | Pokrajina Messina       | 245.159      | 211            |
| Sirakuza                           | Pokrajina Sirakuza      | 123.324      | 204            |
| Marsala                            | Pokrajina Trapani       | 82.322       | 241            |
| Gela                               | Pokrajina Caltanissetta | 77.311       | 276            |
| Ragusa                             | Pokrajina Ragusa        | 72.168       | 442,37         |
| Trapani                            | Pokrajina Trapani       | 70.648       | 271            |

Druge općine koje imaju više od 50.000 stanovnika su: Vittoria, Caltanissetta, Agrigento, Bagheria, Modica, Acireale i Mazara del Vallo.

## Gospodarstvo
Ova tablica prikazuje ukupni BDP i BDP per capita na Siciliji između 2000. i 2006. godine:
|                                | 2000.    | 2001.    | 2002.    | 2003.    | 2004.    | 2005.    | 2006.    |
| ------------------------------ | -------- | -------- | -------- | -------- | -------- | -------- | -------- |
| Ukupni BDP (u milijunima eura) | 67.203,8 | 70.530,1 | 72.855,0 | 75.084,5 | 77.327,3 | 80.358,1 | 82.938,6 |
| BDP p/c (u eurima)             | 13.479,6 | 14.185,7 | 14.662,2 | 15.053,9 | 15.440,1 | 16.023,2 | 16.531,5 |

### Poljoprivreda
Iako postoje veliki problemi u vodoopskrbi, poljoprivreda je temelj sicilijanskog gospodarstva. Još od rimskih vremena otok je bio poznat kao žitnica carstrva, te stoga ne čudi što se i danas najvećim dijelom uzgajaju žitarice. Također je značajan i uzgoj maslina, od kojih se proizvodi kvalitetno ulje.
Područje Catanijske nizine je poznato po uzgoju agruma, što uključuje naranče, limune, mandarine i ostale vrste. Od orašastog voća uzgajaju se bademi, lješnjaci i pistacija. Zadnjih nekoliko desetljeća značajno se razvio i uzgoj povrća.
Još od španjolske vlasti, postoji tradicija proizvodnje čokolade. Sicilijanska čokolada, posebno ona iz Modice, priprema se po tradicionalnim receptima s puno egzotičnih začina što daje čokoladi jedinstveni okus. 
Danas se na Siciliji uzgaja i nekad egzotično voće, kao što je kivi ili mango. Sicilijanska klima omogućava i uzgoj banana.
Tradicionalni uzgoj vinove loze omogućava proizvodnju kvalitetnih vina koja su vrlo cijenjena u inozemstvu. Vinarstvo je vrlo važno za lokalno gospodarstvo i omogućilo je njegov preporod početkom 1990-ih. Najpoznatija lokalna vina su Corvo di Salaparuta, Marsala, Moscato di Pantelleria, Malvasia delle Lipari, Eloro Nero d'Avola, Cerasuolo di Vittoria i Etna.
Važan i rastući sektor je uzgoj u staklenicima, posebno cvijeća kao što su orhideje. Sicilijansko cvijeće dostavlja se i prodaje u svim dijelovima Europe.

#### Stočarstvo
U velikom broju uzgajaju se ovce, koze i konji, a nekad rijetko govedo se danas uzgaja u velikim količinama, pogotovo u raguskoj pokrajini. U govedarstvo vrlo je važna i proizvodnja mlijeka koje se koristi za izradu svježih sireva. Površina čivada i pašnjaka na Siciliji je oko 235 tisuća hektara.

#### Ribarstvo
Ribolov je vrlo važan gospodarski resurs na Siciliji. U regiji postoje mnoge luke sa znatnom ribarskom flotom, od kojih je najznačajnija ona u Mazari del Valli. Druge značajne ribarske luke su Sciacca, Licata, Porto Empedocle, Pozzallo i Portopalo. Uz sabljarke, koje se love u Mesinskom tjesnacu, love se i tune, sardine, srdele, skuše i druge morske ribe tipične za Sredozemno more koje se kasnije često prodaju kao konzervirani ili dimljeni proizvodi. U nekim dijelovima Sicilije također postoji i tradicija uzgoja oštriga i dagnji. Trapani je poznat po proizvodnji morske soli.

### Industrija
Industrijske zone postoje u Geli, Augusti i Milazzu gdje se nalaze kemijska i energetska postrojenja zajedno s naftnim rafinerijama. FIAT-ova tvornica postoji u općini Termini Imerese, kao i podružnica STMicroelectronicsa u Cataniji. Zbog niske isplativosti su sredinom 20. stoljeća zatvoreni rudnici sumpora u pokrajinama Enna, Caltanissetta i Agrigento. Rudnici čije su se rude koristile u poljoprivredi zatvoreni su krajem 1980-ih u pokrajini Caltanissettiji. Nekad davno se na Siciliji vadio i gips, što je napušteno u 20. stoljeću.
Na Siciliji se proizvodi 78% ukupne talijanske proizvodnje pamuka.

## Promet

### Cestovni promet
Na Siciliji postoji nekoliko autocesta, koje povezuju veće gradove u regiji.
- A18 Messina - Catania, spaja dva velika grada u istočnoj Siciliji. Godine 2003., ovom autocestom je prošlo 28 milijuna vozila. Zbog nedostatka ostalih cesta, ova autocesta je značajna i za lokalni promet.

- A18 Siracusa - Rosolini, (2008)

- A19 Palermo - Catania, spaja dva najveća sicilijska grada. Ova cesta je također izvukla središte otoka iz prometne izolacije, a prolazi većinom kroz slabo naseljeno područje.

- A20 Messina - Palermo, je nakon 20 godina u potpunosti otvorena 2005. godine. Ova cesta je olakšala trgovačku povezanost između ova dva grada. Godine 2003., imala je promet od 21 milijuna vozila.

- A29 Palermo - Mazara Del Vallo, spaja glavni grad sa zapadnim dijelom regije.

- A29dir Alcamo - Trapani,

- Autostrada Catania-Siracua Catania -  Siracusa, (2009)

Trenutno su u planu neke nadogradnje postojećih i izgradnje novih autocesta.

#### Most preko Mesinskog tjesnaca
Budući da je Messina glavni ulaz u regiju s kontinenta, s kopnom je povezana trajektnim linijama koje prevoze ljude, vozila i vlakove. Poduzeće Stretto di Messina S.p.A. je krajem 2005. odabralo skupinu poduzeća za izgradnju dugoplaniranog mosta preko Messinskog tjesnaca. Gradnja ovog mosta trebala je početi 2006., a trajala bi pet godina.
Projekt je na kraju odgodila talijanska vlada, zbog nedostatka odgovarajuće infrastrukture i zbog prevelike cijene mosta.

### Željeznički promet
Siciliju s ostatkom države povezuje FS (Ferrovie dello Stato) i Trenitalia. U usporedbi s potrebama, sicilijanska željeznička mreža nije dovoljno razvijena. Ipak, željeznica spaja sve pokrajine na otoku. Elektrificirane pruge čine 59% (777 km) ukupne mreže, dok se na ostalih 583 km služi dizelskim lokomotivama.
Najveći dio željezničke mreže, oko 88%, čine pruge s jednim kolosijekom (1.211 km). Ostalih 149 km željezničke mreže imaju dva kolosijeka, a povezuju obično veće gradove. Veliki dio postojeće željezničke mreže izgrađen je još u burbonskom razdoblju, a ostatak je napravljen 1970-ih. Zbog starosti i dotrajalosti potrebna je obnova i dogradnja postojeće željeznice, što se duže vrijeme odgađa zbog nedostatka financijskih sredstava. Trenutno se ipak neki dijelovi željeznice moderniziraju.
Iako su uske željezničke pruge iz burbonskog razdoblja gotovo nestale, jedan dio (Ferrovia Circumetnea tj. "željeznica oko Etne") koji prometuje oko vulkana Etne zadržan je, te služi i u turističke svrhe.

### Zračni promet
Zbog velikog broja turističkih dolazaka i znatne udaljenosti od velikih urbanih područja na sjeveru zemlje, ovo je jedna od najrazvijenijih talijanskih regija u području zračnog prometa i ima dvije međunarodne zračne luke:
- Zračna luka Catania-Fontanarossa, četvrta po nacionalnom prometu;[39]
- Zračna luka Palermo-Punta Raisi, deveta u italiji po broju putnika.

Druge manje zračne luke su:
- Trapani-Birgi, bivša vojna zračna luka;
- Comiso;
- Palermo-Boccadifalco;
- Lampedusa i Pantelleria, koje opslužuju manje otoke.

Trenutno je u planu izgradnje dvije nove zračne luke: jedna koja bi služila gradu Agrigentu i druga za pokrajinu Messinu. Također postoji i sletalište za hidroavione na jezeru Nicoletti, blizu Enne.

### Pomorski promet
Najvažnije pomorske luke na Siciliji su Messina, Palermo, Catania, Augusta, Trapani i Gela. Luka u Messini je najveća prirodna luka na Siciliji, a koristi se u trgovačke i vojne svrhe, te je s prometom od oko 10 milijuna putnika, prva luka u Italiji u tom polju. Luka u Palermu je po trgovačkom i putničkom prometu jedna od najvažnijih na Mediteranu. Ovo je i jedna od prvih luka na Siciliji, a danas veliku važnost za nju imaju kružni brodovi. Luke u Messini, Cataniji i Ripostu su bile do prve polovice 19. stoljeća, jedne od glavnih trgovačkih luka na Mediteranu.

## Kultura

### Arhitektura
Najvažnije zgrade na Siciliji datiraju još iz antike, razdoblja normanske i hohenstaufenovske vladavine, te baroka.
Budući da je Sicilija u antičko vrijeme bila dio Magne Graecije, ovdje je izgrađeno mnogo grčkih hramova. Najimpesivniji primjerci hramova su u Selinuntu, Sirakuzi i Segesti, a posebno je važno arheološko nalazište kod Agrigenta. Veliki teatri iz grčkih i rimskih vremena nalaze se u Sirakuzi, Taormini i Tindariju, te amfiteatri u Sirakuzi i Cataniji. Kao primjerak kasnije antike važna je Villa Romana del Casale s rimskim mozaicima blizu grada Piazza Armerina.
Građevine koje su podignute za vrijeme arapske vladavine su velikim dijelom prerađene u normansko vrijeme, čime se rodio za Siciliju tipični arapsko-bizantsko-normanski stil čiji primjeri su crkve s kupolama kao što su San Giovanni dei Lebbrosi, San Giovanni degli Eremiti i San Cataldo u Palermu, te s dekorativnim mozaicima kao katedrale u gradovima Monreale i Cefalù. Fridrik II. ostavio je na Siciliji mnoge utvrđene građevine, kao dvorac Ursino u Cataniji ili dvorci u Sirakuzi i Enni.
Nakon katastrofalnog potresa 1693. u kojem su uništeni veliki dijelovi jugoistočne Sicilije, gradovi kao Noto, Modica, Ragusa i Catania obnovljeni su u tipičnom sicilijanskom baroknom stilu. Osam od ovih gradova se zbog ovog jedinstvenog stila nalaze na UNESCO-ovom popisu svjetske baštine. Najznačajniji arhitekti ovog razdoblja bili su Rosario Gagliardi i Giovanni Battista Vaccarini.

### Kiparstvoislikarstvo
Jedan od najpoznatijih sicilijanskih slikara je bio Antonello Gagini. Njegova najpoznatija djela bile su renesansne religijske figure, koje se mogu naći u katedrali u Palermu i katedrali u Messini. Značajan kipar je bio i Rinaldo Bonanno.
Daleko i izvan Sicilije u 15. stoljeću je bio poznat slikar Antonello da Messina. Njegova djela ulja na platnu danas se nalaze u muzejima diljem Europe. Njegovi nasljednici su renesansni slikari Antonello de Saliba, Pietro de Saliba i Antonio Giuffrè, čija djela se danas nalaze po mnogim crkvama, a velika kolekcija je u Regionalnom muzeju u Messini. Ovdje se nalaze i djela Colijna de Cotera i Girolama Alibrandija.
Poznati slikar iz 17. stoljeća bio je Pietro Novelli, koji je slikao religijske motive. Njega nasljeđuju Nicola van Houbraken i Giovanni Tuccari, koji su najpoznatiji predstavnici sicilijanskog baroknog slikarstva. U 20. stoljeću su međunarodnu slavu stekli kipar Pietro Consagra i slikar Renato Guttuso.

### Književnost
U području književnosti čija lokalna povijest seže još od doba pjesnika Stesihora koji je živio oko 600. pr. Kr., preko Sicilijanske škole i Giacoma da Lentinija iz 13. stoljeća, pa sve do modernih vremena, Sicilija je dala mnogo značajnih pisaca.
Krajem 19. stoljeća ističe se Giovanni Verga po svome djelu Cavalleria rusticana prema kojem je napravljena i istoimena opera. Neka njegova daljnja djela bila su i ekranizirana. Poznati sicilijanski dramski pisac Luigi Pirandello, dobio je za svoje djelo Nobelovu nagradu za književnost 1934. godine. Prema romanu Il Gattopardo autora Giuseppea Tomasija di Lampeduse, koji se bavi propasti sicilijanskog plemstva, snimljen je i istoimeni uspješan film. Nobelovu nagradu za književnost dobio je i Salvatore Quasimodo 1959. godine. Romani Leonarda Sciascije opisuju na zabavan i kritičan način život na Siciliji, a Andrea Camilleri posebno je poznat po seriji kriminalističkih romana o sicilijanskom inspektoru Montalbanu. Od novijih pisaca poznata je Lara Cardella po bestseleru Volevo i pantaloni.

### Film
Književnost, okoliš i lokalno stanovništvo inspirirali su snimanje mnogih međunarodno poznatih i nagrađivanih filmova.
Po ekranizacijama književnih djela poznat je Luchino Visconti, koji je 1948. prema Verginom romanu I Malavoglia snimio neorealistični film La Terra trema. Godine 1963., adaptirao je i roman Il Gattopardo autora Giuseppea Tomasija di Lampeduse.
Pod režijom Michaela Cimina je 1987. adaptiran roman Sicilijanac poznatog autora Marija Puza o mafijašu Salvatoreu Giulianu. Godine 1961., Francesco Rosi je također snimio film o Giulianu. Vjerojatno najpoznatiji filmovi o sicilijanskim mafijašima su Coppoline ekranizacije Puzinog romana Kum.
Na Liparskim otocima 1949. godine, snimljen je film Stromboli Roberta Rossellinija, čija se radnja odvija na ovom vulkanskom otoku. Radnja filma Poštar Michaela Radforda iz 1994. se također odvija na ovom otočju.
Na Pelagijskim otocima je 2002., snimljen film Respiro režisera Emanuele Crialese na kojem se prikazuju život i običaji otočana. Njegov najnoviji film Nuovomondo govori o sicilijanskim emigrantima u New Yorku na početku 20. stoljeća.

### Glazba
U području klasične glazbe ističu se dva sicilijanska kompozitora. Po svojim brojnim operama i kantatama ističe se barokni skladatelj Alessandro Scarlatti. Po svjetski poznatim operama poznat je i Vincenzo Bellini čija su najpoznatija djela La Sonnambula, Norma i I Puritani. Njemu u čast nazvana je operna kuća Teatro Massimo Bellini u Cataniji. Najveća operna kuća na Siciliji i u cijeloj Italiji je Teatro Massimo u Palermu.
U glazbenoj kulturi Sicilije je i danas vrlo važna narodna glazba. Na sicilijanskom jeziku postoji preko 5000 narodnih pjesama. U njihovoj izvedbi služi se obično jednostavnim narodnim instrumentima kao što je tamburin, gitara i mandolina. Poznata izvođačica starih narodnih pjesama je Rosa Balistreri. Tradicionalni sicilijanski narodni ples je tarantella.

### Kazalištaimuzeji
Teatro Massimo u Palermu koja je najveća operna kuća u Italiji, izgrađena je krajem 19. stoljeća i ima kapacitet od 3200 gledatelja. Druga poznata kazališta su Teatro Politeama u Palermu, sjedište sicilijanskog simfonijskog orkestra, Teatro Massimo Bellini u Cataniji i Teatro Vittorio Emanuele II u Messini. Antički teatri se također koriste za prikazivanje nekih predstava i filmova.
Najveći arheološki muzeji su Museo Archeologico Regionale Antonino Salinas u Palermu koji je posvećen zapadnoj Siciliji i Museo Archeologico Regionale Paolo Orsi u Sirakuzi koji je posvećen istočnoj Siciliji.
Najsveobuhvatniji umjetnički muzej je Galleria Regionale della Sicilia u Palermu. Djela sicilijanskih umjetnika i kipara mogu se naći i u Museo Regionale di Palazzo Bellomo u Sirakuzi i u Museo Regionale di Messina. Značajne kulturnopovijesne i etnografske zbirke nalaze se u Museo Etnografico Siciliano Giuseppe Pitrè i u Museo Internazionale delle marionette Antonio Pasqualino u Palermu.

### Običaji
U prvoj polovici 19. stoljeća se iz tradicije uličnih pjevača razvilo Sicilijansko kazalište lutaka. Predstave s marionetama se i dan danas izvode u većim mjestima. Godine 2001., ovaj običaj je stavljen na UNESCO-ov popis nematerijalne svjetske baštine u Europi. Sve do sredine 20. stoljeća su sicilijanska bogato ukrašena drvena kola bila uobičajeno sredstvo prijevoza na otoku. Danas se svake godine u travnju organiziraju velike parade s ovim kolima.
Važnu ulogu na Siciliji imaju vjerski običaji. Među većinskim rimokatoličkim stanovništvom posebno je značajna procesija na Veliki petak. Najpoznatije su impresivne procesije u Marsali, Enni i Trapaniju. Slične parade u čast mnogih svetaca zaštitnika se također održavaju diljem Sicilije. Najpoznatije proslave ove vrste su proslava sv. Rozalije u Palermu, sv. Agate u Cataniji i sv. Lucije u Sirakuzi.

### Gastronomija
Sicilijanska kuhinja je jedna od nastarijih i najsvestranijih kuhinja u Italiji. Tipično predjelo su Arancini, male pečene kuglice riže s krušnim mrvicama, ili Sfincione, lokalni oblik pizze. Tipična tjestenina iz Palerma je Pasta con le sarde tj. tjestenina sa sardinama. Iz Catanije dolazi Pasta alla Norma nazvana po poznatoj Bellinijevoj operi.
Specijalitet koji dolazi iz ruralnih područja je mesno pečenje Farsu magru. U obalnim područjima popularna su riblja jela, kao što je Sarde a beccafico. Uz pečenu ribu ili meso obično se poslužuje tradicionalna salata s narančama (insalata di arance). Sicilijanski sirevi su ragusano i pecorino siciliano.
Posebnu ulogu među sicilijanskim slasticama imaju recepti još iz arapskih vremena. Poznata je ukrašena torta cassata, pa frutta martorana od marcipana, te cannoli.

### Sport
Kao i u cijeloj Italiji, na Siciliji je najpopularniji sport nogomet. Dugo vremena Sicilija nije imala ni jednu momčad u Seriji A. Danas u ovoj ligi igraju US Palermo i Catania Calcio. Nakon nekog vremena u ovoj kategoriji FC Messina je ispala u Seriju B. Palermo i Catania su najveći rivali na otoku i njihovi međusobni okršaji na terenu su poznati kao sicilijanski derbi.
Iako je nogomet daleko najpopularniji, Sicilija ima uspjeha i u drugim sportovima. U košarkaškoj Seriji A trenutno igra Orlandina Basket iz Capo d'Orlanda u pokrajini Messini. Znatnog uspjeha ima i ragbijaški klub Amatori Catania. Među ostalim sportovima popularni su i odbojka, rukomet i vaterpolo.

## Poznate osobe
Neke od poznatijih ličnosti sa Sicilije su:
| Filozofi i znanstvenici - Empedoklo - Gorgija - Arhimed - Stanislao Cannizzaro - Giovanni Gentile Političari - Dion - Francesco Crispi - Vittorio Emanuele Orlando - Giovanni Falcone | Pisci i povjesničari - Stesihora - Teokrit - Diodor - Giacomo da Lentini - Giuseppe Tomasi di Lampedusa - Luigi Capuana - Luigi Pirandello - Salvatore Quasimodo - Leonardo Sciascia - Andrea Camilleri | Umjetnici - Antonello da Messina - Antonello Gagini - Filippo Juvarra - Renato Guttuso - Giorgio de Chirico Sportaši - Salvatore Antibo - Salvatore Schillaci - Giuseppe Gibilisco | Filmski i glazbeni umjetnici - Vincenzo Bellini - Alessandro Scarlatti - Salvatore Sciarrino - Frank Capra - Giuseppe Tornatore - Maria Grazia Cucinotta Kriminalci - Joseph Bonanno (Giuseppe Carlo Bonanno) - Giuseppe "Joe" Profaci - Vito Cascio Ferro - Salvatore Giuliano - Bernardo Provenzano |